# Европейский университет Армении
Европейский университет Армении (арм. Հայաստանի Եվրոպական համալսարան), ранее Европейская региональная образовательная академия (Եվրոպական կրթական տարածաշրջանային ակադեմիան), — государственное высшее учебное заведение в Ереване, Армения.

## История
Для основания университета правительство Армении заключило договора с исследовательским центром Eurac Research в Больцано, Италия, Торгово-промышленной палатой Лиона, Французским университетом в Армении и другими европейскими вузами.
Университет был основан в октябре 2001 года под названием Европейская региональная образовательная академия.

## Описание
Программа университета основана на Европейском пространстве высшего образования. Университет включает в себя бакалавриат, магистратуру и аспирантуру, проводит курсы профессиональной переподготовки в европейских вузах. У него имеются филиалы в Гюмри, Ванадзоре, Гаваре и Иджеване.

## Структура
- Факультет экономики и менеджмента
- Факультет права и международных отношений
- Факультет информационных технологий и дизайна
- Факультет туризма, лингвистики и психологии
- Кафедра менеджмента
- Кафедра финансов
- Кафедра маркетинга
- Кафедра информационных технологий и прикладной математики
- Кафедра микроэлектронных схем и коммуникационных устройств
- Кафедра права
- Кафедра международных отношений
- Кафедра туризма
- Кафедра дизайна
- Кафедра прикладной лингвистики
- Кафедра языков
- Кафедра психологии
- Кафедра микроэлектронных схем и систем

## Ректоры
- 2002—2006: Сергей Бичахчян[3]
- 2006—?: Андраник Аветисян.
- 2017—н. в.: Егине Бишарян.